# Communauté rurale de Touba Mboul
La communauté rurale de Touba Mboul est une communauté rurale du Sénégal située à l'ouest du pays. 
Elle fait partie de l'arrondissement de Kael, du département de Mbacké et de la région de Diourbel.
Lors du dernier recensement, la CR comptait 17 340 personnes et 1 651 ménages.